# 小堇棕属
小堇棕属（学名：Wallichia），又名瓦理棕属，是棕榈科下的一个属，为灌木或小乔木植物。该属共有约6种，分布于喜马拉雅地区至中国。